# Heinrich Felix Schmid
Heinrich Felix Schmid (ur. 14 sierpnia 1896 w Berlinie, zm. 6 lutego 1963 w Wiedniu) – austriacki historyk, slawista.

## Życiorys
Heinrich Felix Schmid urodził się w Berlinie. Od 1902 roku rodzina podróżowała po Niemczech, Włoszech i Szwajcarii. W dzieciństwie uczęszczał do niemieckiej szkoły w Rzymie. Obok jego niemieckiego władał dobrze włoskim, francuskim, łaciną  oraz rosyjskim. Maturę zdał w 1914 w Wiesbaden w Hesji. W okresie I wojny światowej walczył we Francji, Bułgarii, Serbii i Białorusi (był trzykrotnie ranny), w 1918 odznaczony Krzyżem Żelaznym I klasy. 
Następnie studiował w Lipsku i na Uniwersytecie w Berlinie (doktorat 1922). Po habilitacji został profesorem filologii słowiańskiej na Uniwersytecie w Grazu. W 1929 został profesorem zwyczajnym. W latach 1931–1932 i 1947-1948 był dziekanem Wydziału Filozofii. W II wojnie światowej Schmid służył jako oficer w lotnictwie, w Norwegii, na Słowacji i Ukrainie. Po niewoli amerykańskiej powrócił w czerwcu 1945 do Grazu. W dniu 26 lutego 1948 został mianowany profesorem na uniwersytecie w Wiedniu. W latach 1948–1963 był dyrektorem tamtejszego Instytutu Historii Europy Wschodniej. 
Od 1929 członek PAU W 1959 został członkiem zagranicznym PAN

## Wybrane publikacje
- Das Recht der Gründung und Ausstattung von Kirchen im kolonialen Teile der Magdeburger Kirchenprovinz während des Mittelalters, Weimar: Hermann Böhlaus Nachf 1922.
- Zur Frage der Nomokanonübersetzung des Methodius [...]. Inauguraldissertation, Universität Leipzig 1922.
- (współautor: Reinhold Trautmann), Wesen und Aufgaben der deutschen Slavistik: Ein Programm, Leipzig: Haessel 1927.
- Die Entstehung des kirchlichen Zehntrechts auf slavischem Boden, Lwów: Pierwsza Związkowa drukarnia 1930.
- Die rechtlichen Grundlagen der Pfarrorganisation auf westslavischem Boden und ihre Entwicklung während des Mittelalters, Wien: Böhlau 1938.